# Selago bolusii
Selago bolusii är en flenörtsväxtart som beskrevs av Robert Allen Rolfe. Selago bolusii ingår i släktet Selago och familjen flenörtsväxter. Inga underarter finns listade i Catalogue of Life.